# Iwan Manew
Iwan Manew (bulgarisch Иван Манев; * 23. November 1950) ist ein ehemaliger bulgarischer Kanute.

## Erfolge
Iwan Manew nahm an zwei Olympischen Spielen teil. Bei seinem Olympiadebüt 1976 in Montreal ging er in zwei Wettbewerben an den Start. Im Einer-Kajak schied er auf der 500-Meter-Strecke als Vierter seines Halbfinallaufs aus. Im Vierer-Kajak startete er über 1000 Meter und erreichte mit der Mannschaft nach dritten Plätzen in den Vor- und Halbfinalläufe den Endlauf, den sie auf dem siebten Platz beendete. Bei den Olympischen Spielen 1980 in Moskau gehörte Manew erneut zum bulgarischen Aufgebot im Vierer-Kajak. Nach Rang fünf im Vorlauf zogen sie schließlich als Dritte des Halbfinals noch ins Finale ein, in dem sich Manew gemeinsam mit Borislaw Borissow, Boschidar Milenkow und Lasar Christow die Bronzemedaille sicherte. In 3:15,46 Minuten überquerten sie die Ziellinie hinter der Mannschaft aus der DDR und den Rumänen die Ziellinie auf Rang drei.